# Крафт-Лорцинг, Карл
Карл Крафт-Лорцинг (нем. Karl Krafft-Lortzing, настоящая фамилия Крафт; 16 февраля 1856, Вена — 22 июля 1923, Пазинг, ныне в составе Мюнхена) — австрийский дирижёр и композитор. Внук Альберта Лорцинга, сын его дочери Лины (Каролины Елизаветы Генриетты Шарлотты, 1828—1917), актрисы. Отец актёра и певца Альфреда Крафт-Лорцинга.
Работал в различных городах Германии и Австрии, в том числе в Хальберштадте и Винер-Нойштадте. В 1901 г. перебрался в Инсбрук и возглавил Городской оркестр, которым руководил до 1907 г.
Автор опер «Львиная невеста» (нем. Die Löwenbraut; 1886, Нордхаузен, по А. Шамиссо), «Три приметы» (нем. Die drei Wahrzeichen; 1891, Штеттин, по Ф. Гольбейну), «Золотой башмак» (нем. Der Goldschuh; 1906, Эссен, по М. Наймайер) и «народной оперы» «Госпожа Хитт» (нем. Frau Hitt; 1909, Инсбрук, по роману Франца Доллингера, 1867—1911, на основе тирольской легенды). Сочинял также лёгкую музыку, определённой известностью пользовался Марш эрцгерцога Евгения (нем. Erzherzog-Eugen-Marsch; 1907).